# Buchis

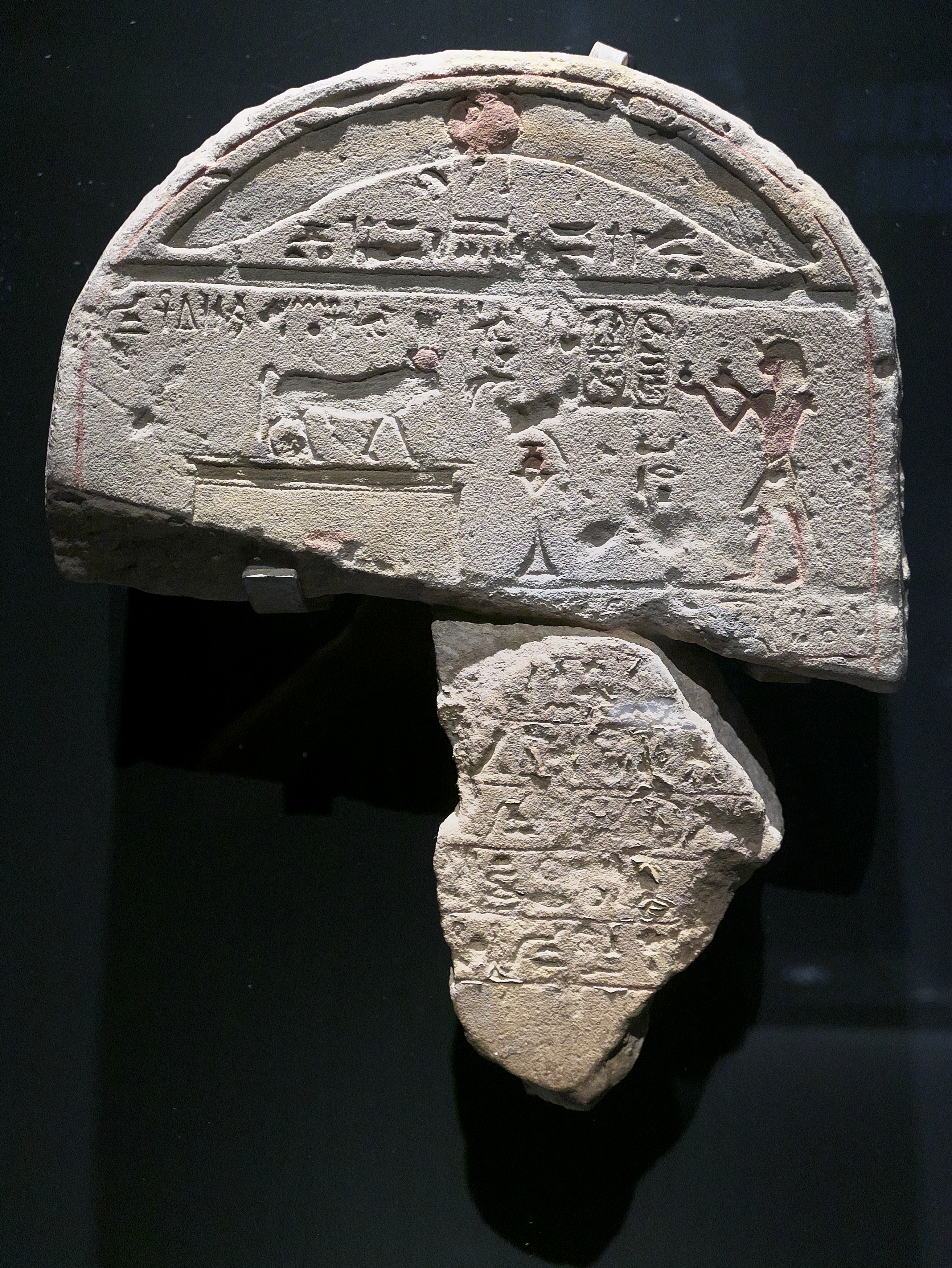
Buchis-Stele, British Museum

Buchis (altägyptisch Bẖ, altgriechisch Βουχις, lateinisch Bacis) war der heilige Stier des altägyptischen Orts Armant (Hermonthis). Er wurde auch in Theben, Medamud und el Tud verehrt. Diese Orte sind auch die vier Month-Kultstätten der Thebais.  Früheste Belege des Buchis-Stiers datieren in die 19./20. Dynastie. Er verkörperte die Götter Month und Re und fungierte ferner als Mittler zwischen Göttern und Menschen.

## Darstellung
Nur wenige Texte beschreiben in griechischer, lateinischer und altägyptischer Sprache das Aussehen des Buchis-Stiers. Aus den Beschreibungen und Darstellungen geht hervor, dass er ein großer weißer Bulle mit schwarzem Kopf war. Der römische Philosoph Macrobius erwähnt ferner seine gegen den Strich gerichteten Borsten. In manchen Darstellungen des Stieres wird dies durch eine spezielle Fellstrichelung angedeutet.
Je nach Alter der Darstellung variieren die Charakteristika. Eine sehr frühe Abbildung aus der 20. Dynastie zeigt den Stier mit einer Schabracke auf dem Rücken, den Hals ziert ein mehrreihiger Perlenstrang, ein sogenanntes Menit, das im Alten Ägypten als Schmuck getragen wurde. Auf dem Kopf trägt er eine Sonnenscheibe, über die ein Straußenfederpaar aufragt. Die Sonnenscheibe schmücken außerdem zwei Uräus-Schlangen. Im Laufe der Zeit wurde der Stier nicht mehr mit Schabracke und Menit dargestellt.
Außerhalb vom Hauptkultort Armant wurde der Buchis auch als Menschenkörper mit Stierkopf dargestellt.

## Theologie
Der Buchis-Stier wurde mit mehreren Göttern, insbesondere mit Re und Month verknüpft. Month war ein Hauptgott des thebanischen Gaus und wurde, wie der Buchis-Stier, besonders in Hermonthis, Theben, el Tud und Medamud verehrt. Kultisch stand sein kriegerischer Charakter im Vordergrund.
Der ursprüngliche Stierkult entwickelte sich vermutlich zuerst unabhängig von Month. Die Vereinigung muss jedoch schon sehr früh stattgefunden haben, denn bereits im Mittleren Reich trug der Gott den Beinamen „Month…, Stier in Hermonthis“. Der Stier, der in dieser Zeit im thebanischen Raum verehrt wurde, trug keinen Namen, doch es ist anzunehmen, dass aus ihm, während der Spätzeit, der Buchis-Stier hervorging. Durch seine Verbindung mit dem (Kriegs-)Gott Month, wurde in erster Linie die kämpferische Natur des Buchis-Stiers unterstrichen.  Month war jedoch ein sehr vielseitiger Gott, der auch über schöpferische Kräfte verfügte. Diese übertrugen sich auf Buchis, sodass der Stier den Charakter eines Ur- oder Schöpfergottes erhielt.
Im ägyptischen Pantheon war es üblich, dass ein Gott nicht auf nur eine oder einige wenige Wesenszüge beschränkt war: Statt zwischen den Göttern und ihren Zuständigkeitsbereichen strikt zu trennen, wie es beispielsweise bei den Griechen und Römern der Fall war, vermischten sich in der ägyptischen Religion die Eigenschaften der Götter und gingen fließend ineinander über. Dieser Vorgang wird als Synkretismus bezeichnet. So konnten die Götter ihre Kräfte kombinieren und sogar verschmelzen und auch mehrere Verbindungen gleichzeitig eingehen. Aus diesem Grund konnte sich der Buchis auch mit dem Sonnengott Re verbinden und erhielt durch ihn einen solaren Charakter. In dieser Beziehung trug der Stier den Titel „Herold des Re“.
Mit seinem Tod ging der Buchis eine weitere Verbindung mit einem Gott ein: Osiris. Im Totenkult war es gängige Praxis, jeden Verstorbenen mit dem Totengott Osiris zu identifizieren, ein Brauch, der auch heilige Tiere miteinschließen konnte. Der Verstorbene Buchis-Stier wurde aus diesem Grund Osiris-Buchis genannt.

## Kult
Nach dem Tod eines Buchis-Stiers wurde nach einem Nachfolger gesucht, der jedoch erst nach dem Tod des alten Stieres (wieder-)geboren werden konnte.
Eine Gruppe von Priestern wählte aus den Tempelherden einen jungen Bullen aus, der die erforderlichen äußerlichen Merkmale aufwies. War eine Entscheidung gefallen, fand die feierliche Einsetzung des Stiers als der neue Buchis in Hermonthis statt. Ab der ptolemäischen Zeit, im 2. Jahrhundert v. Chr., wurde die Einsetzung, auch Inthronisation genannt, nach Theben verlagert. Erst danach wurde der Stier nach Armant geführt. Vermutlich parallel zu dem Ortswechsel fand auch eine Änderung im Krönungsritus des Stieres statt: Die Einsetzungszeremonie musste nun im Beisein des Pharaos oder sogar von ihm selbst durchgeführt werden.
Unmittelbar nach der Inthronisation zog der Stier, wie schon zu Beginn seiner kultischen Verehrung, in Hermonthis ein. Da er auch in den Kultorten Medamud und el Tud verehrt wurde, ist zu vermuten, dass der Buchis-Stier zu bestimmten Anlässen diese Stätten besuchte, jedoch den größten Teil seines Lebens in Hermonthis verblieb. Weitere Details zum Kult des lebenden Buchis liegen im Dunklen. Ob sich der Buchis-Bezirk an das Heiligtum des Month angliederte, so wie in Memphis das Heiligtum des Apis-Stieres an das des Ptah anschlossen war, ist unbekannt.
Von anderen heiligen Stieren Ägyptens, wie dem Apis von Memphis oder dem Mnevis von Heliopolis, ist bekannt, dass sie eine Orakelfunktion innehatten, doch ob dies auch für den Buchis-Stier zutraf, ist weitestgehend ungewiss.
Lediglich aus Medamud liegen mehr Informationen zur kultischen Verehrung des Buchis-Stieres vor: Für diesen Ort konnten Orakelbefragungen nachgewiesen werden. Sobald der Bittsteller oder Ratsuchende seine Frage an den Stier gestellt hatte, signalisierte ihm dessen Verhalten, vielleicht durch Zu- und Abwenden, den Willen des Gottes.
Ob und in welcher Weise der Stier bei anderen Festen eine Rolle spielte, ist unklar. Vielleicht wurde er bei Feierlichkeiten zu Ehren des Month in Prozessionen mitgeführt, aber dafür gibt nur unzulängliche Hinweise. Viel häufiger finden in Medamud Stierkämpfe Erwähnung. Zwar wird der Name des Buchis in diesem Zusammenhang nicht direkt genannt, eine Verbindung der Kämpfe mit dem Stierkult ist jedoch denkbar: Als Kriegsgott besitzt Month in jedem Fall eine kämpferische Natur, die sich sicher auch in seiner Verkörperung als Buchis gezeigt haben dürfte. Außerdem gründet auch der Stierkult im Allgemeinen ursprünglich auf der Kampfkraft und Stärke der Stiere. Ein Zusammenhang ist also möglich.

## Bestattung
Obwohl die Verehrung des Buchis ab der 19./20. Dynastie belegt ist, stammen die ältesten Bestattungen des Stieres aus der Zeit Nektanebos II. Ab dieser Zeit wurde der Buchis-Stier nach seinem Tod mumifiziert und in allen Ehren im sogenannten Bucheum, einer verzweigten unterirdischen Galerie mit mehreren Sarkophagnischen, beigesetzt. Diese Stätte befindet sich nördlich von Armant und wurde 1927–1932 von R. Mond und O. H. Myers ausgegraben, sie war jedoch ausgeraubt und wegen des steigenden Grundwassers stark beschädigt. Auch die Mumien der Buchis-Stiere waren zerstört, dennoch konnte festgestellt werden, dass sie mit vergoldeten Kopfbedeckungen geschmückt gewesen waren.
Im Buchis-Kult wurde auch den Mutterkühen Verehrung zuteil. Sie wurden ganz in der Nähe des Bucheums, in der sogenannten Baqaria bestattet und sind besser erhalten geblieben als die Buchis-Stiere. Die Rinder waren nach ihrem Tod auf einer Grundplatte mit Bronze- oder Eisenklammern befestigt und in eine liegende Position gebracht worden. Die Hinterbeine waren seitlich parallel des Bauches angelegt, die Vorderbeine ausgestreckt, während der Kopf durch eine hölzerne Kinnstütze in Position gehalten wurde. Während einer Bestattungszeremonie wurde die Stiermumie zum Bucheum gebracht und in riesigen Steinsarkophagen beigesetzt. Insgesamt konnten 35 Buchis-Gräber ermittelt werden. Vor jedem dieser Gräber war ursprünglich eine Stele auf einem flachen Podest aufgestellt worden, die die Lebensdaten des jeweiligen Stieres, also Geburt, Inthronisation und Tod, beinhaltete, sowie rituelle Formeln, die seinen Fortbestand im Jenseits sichern sollten. Die Daten erlauben Rückschlüsse auf das Alter der Stiere, die im Schnitt 20 Jahre alt wurden. Neben diesen Stelen konnten Opfertafeln, Lämpchen und Weihrauchtöpfchen abgelegt werden. Bis heute wurden 20 Stelen im Bucheum gefunden, deren Reihenfolge durch die darauf verzeichneten Todesdaten festgelegt ist. Die Zuordnung zum ursprünglichen Anbringungsplatz war aufgrund der Fundlage der Stelen möglich. Entweder lagen die Stelen im zugehörigen Grab oder befanden sich in dessen Nähe.

## Die Mutterkühe des Buchis
Da sie den Buchis geboren hatte, wurde die Mutterkuh ebenfalls als heilig verehrt. Ihr Aussehen und ihre Fellzeichnung werden kaum eine Rolle gespielt haben, da sie sich bereits durch die Geburt eines Buchis-Kalbs als heilig offenbarten. Inschriften aus der Baqaria zeigen, dass die Mutterkühe mit den Göttinnen Isis-Nephthys, Hathor, Amaunet und im Besonderen mit Isis verbunden waren. Darüber hinaus erhielten die Kühe neben ihrem individuellen Namen auch einen göttlichen, „Ihet-Weret“, d. i. die große Ihet. Welche Rituale ihnen zu Ehren zu Lebzeiten durchgeführt wurden, ist nicht bekannt. Aus einer Stele geht jedoch hervor, dass die Mutterkuh in den Buchis-Prozessionen mitgeführt wurde. Vermutlich handelte es sich hierbei um die Inthronisation ihres Stierkalbes, des neuen Buchis.
Anders als bei den Buchis-Stieren dürfte es Zeiten gegeben haben, in denen keine oder gleich zwei heilige Kühe existiert haben: Starb eine Mutterkuh früher als der von ihr geborene Buchis-Stier, konnte erst mit dem neuen Buchis auch eine neue heilige Kuh auserkoren werden. Starb aber umgekehrt der Stier vor seiner Mutter, sodass ein neuer Buchis inthronisiert wurde, muss es folglich zwei heilige Kühe gegeben haben. Welche Folgen das für die Theologie von Armant hatte und ob ein solcher Fall die Priester vor ein Problem stellte, lässt sich heute noch nicht sagen.
Nach ihrem Tod wurden die Kühe in der Baqaria,  nur wenige hundert Meter vom Bucheum entfernt, beigesetzt. Der Aufbau des Grabmals entspricht dem der Stier-Begräbnisstätte: Ein unterirdischer Korridor, der über eine Treppe zugänglich war und an den zu beiden Seiten Grabnischen mit jeweils einem Sarkophag grenzten. Nach der Mumifizierung wurden die Mutterkühe hier beigesetzt und ihr Grab mit einer Stele versehen.